# Chiesa di Santa Cristina (Montefiridolfi)
La chiesa di Santa Cristina è posta ai piedi del castello di Montefiridolfi, nel comune di San Casciano in Val di Pesa, in provincia di Firenze.

## Storia
È citata fin dal 1015 in una carta dell'abbazia di Passignano. Nel Libro di Montaperti risulta tassata per sette staia di grano. Posta nel piviere di Campoli, nelle decime del 1276 risulta tassata per tre lire e quattordici soldi mentre in quelle del 1302 per una lira e diciassette soldi.
Il patronato appartenne ai Buondelmonti fino al 13 febbraio 1515, quando tutti i patronati della famiglia furono ceduti alla famiglia de' Medici.

## Descrizione
Ad unica navata con campanile posto sul fianco sinistro ha un aspetto settecentesco.
All'interno sono conservati alcuni intagli lignei provenienti dal monastero del Luogo Nuovo mentre all'altare maggiore è posta una tavola raffigurante la Madonna in Trono tra i santi Giovanni Battista, Cristina, Jacopo e Biagio attribuita al Maestro di Marradi. La tavola è datata 1513 e in basso è riportato il nome del committente Ser Iacopo di Bartolomeo di Stefano Bambagini prete.